# Boa Sorte, Meu Amor
Boa Sorte, Meu Amor é um filme brasileiro do gênero drama, dirigido e escrito por Daniel Aragão, que estrelou Christiana Ubach, Maeve Jinkings e Vinicius Zinn. O filme estreou mundialmente no Festival Internacional de Cinema de Locarno em 9 de agosto de 2012 e foi lançado nos cinemas do Brasil em 30 de agosto de 2013.

## Elenco
- Christiana Ubach como Maria
- Vinicius Zinn como Dirceu
- Maeve Jinkings como Juliana
- Carlo Mossy
- Sandra Possani
- Marku Ribas como Pregador
- Bianca Muller
- Tomaz Alves Souza como Pregador evangélico